# Мелодрама (фильм)
«Мелодрама» (фр. Mélo) — одиннадцатый полнометражный игровой фильм французского режиссёра Алена Рене, снятый с сохранением всех театральных условностей, в т.ч. занавес между актами, сценическое освещение и явно театральные декорации.

## Сюжет
Экранизация пьесы Анри Бернстайна (1929 год), разыгранная четырьмя актёрами.
Париж 1920 года. Пьер и Марсель — давние друзья-скрипачи. Марсель — более талантливый и успешный, скрипач с мировым именем приходит в гости к счастливой семейной паре (Пьер и Ромен). Во время ужина он произносит грустный рассказ о неверных женщинах и богатстве собственной души. История производит впечатление на Ромен, она влюбляется в Марселя. Между любовниками возникает страстный, но короткий роман под сонаты Брамса.

## В ролях
- Сабина Азема — Ромен Белькруа
- Фанни Ардан — Кристиана Левеск, кузина Ромен
- Пьер Ардити — Пьер Белькруа
- Андре Дюссолье — Марсель Бланк
- Жак Дакмин

## Съёмочная группа
- Режиссёр: Ален Рене
- Сценарист: Анри Бернстайн
- Композитор: М. Филипп-Жерар
- Оператор: Шарль Ван Дамм
- Художник-постановщик: Жак Солнье
- Художник по костюмам: Катрин Летеррье

## Награды
- 1986 — награды кинофестиваля Сезар в номинациях:
  - «Лучшая актриса» — Сабина Азема
  - «Лучший актёр второго плана» — Пьер Ардити
- 1986 — номинации кинофестиваля Сезар в категориях:
  - «Лучший фильм»
  - «Лучший режиссёр» — Ален Рене
  - «Лучший актёр» — Андре Дюссолье
  - «Лучший оператор» — Шарль Ван Дамм
  - «Лучший художник-постановщик» — Жак Солнье
  - «Лучший художник по костюмам» — Катрин Летеррье

## Факты
- В 1988 году фильм был дублирован на Киностудии им. М. Горького (автор литературного перевода — Мира Михелевич)